# Lijst van beelden in Winterswijk
Dit is een (onvolledige) chronologische lijst van beelden in Winterswijk. Onder een beeld wordt hier verstaan elk driedimensionaal kunstwerk in de openbare ruimte van de gemeente Winterswijk, waarbij beeld wordt gebruikt als verzamelbegrip voor sculpturen, standbeelden, installaties, gedenktekens en overige beeldhouwwerken.
Voor een volledig overzicht van de beschikbare afbeeldingen zie: Beelden in Winterswijk op Wikimedia Commons.
| Geplaatst | Titel/Omschrijving | Kunstenaar                 | Straat                                               | Plaats      | Materiaal                                              | Afbeelding |
| --------- | --- | -------------------------- | ---------------------------------------------------- | ----------- | ------------------------------------------------------ | ---------- |
| 1918      | Monument Nederland Neutraal 1914-1918 door de vereniging Winterswijksbelang aan de gemeente aangeboden ter herinnering aan de Nederlandse neutraliteit in de Eerste Wereldoorlog | A. Streek                  | Stationsstraat                                       | Winterswijk | Rode baksteen                                          |            |
| 1938      | Gevelbeelden voormalig postkantoor | Joop Velheer               | Balinkesstraat 4                                     | Winterswijk | natuursteen                                            |            |
| 1955      | Monument voor 'Tante Riek' ter herinnering aan Helena Kuipers-Rietberg, verzetsheld. Op de sokkel de tekst: 'De vijand weerstaan'                                                | Gerrit Bolhuis             | Mevr. Kuipers-Rietbergplein                          | Winterswijk | Brons op bakstenen poort                               |            |
| 1979      | Wij willen werken | Richard Braun              | Buys Ballotstraat 7                                  | Winterswijk | Cortenstaal                                            |            |
| 1987      | Knelis en Willem en Mieken 't zwarte hundeken | Jan te Kulve               | Markt                                                | Winterswijk | Brons                                                  |            |
| 1992      | Drie wachters | Judith Braun               | Burg. Bosmastraat / Torenstraat                      | Winterswijk |                                                        |            |
| 1998      | De appel drie sculpturen, waarvan een is afgebeeld | Mirjan Koldeweij           | Sleeswijkstraat nabij toegangen appartementencomplex | Winterswijk | Staal met poedercoating                                |            |
| 2003      | Victor Westhoff | Willem van der Velden      | Korenburgerveenweg                                   | Corle       | Brons op sokkel van cortenstaal                        |            |
| 2006      | Mondriaanmonument Always Boogie Woogie ; een beeld van de kunstenaar Piet Mondriaan is opgenomen in een eigen lijnencompositie                                                   | Dedden & Keizer            | Groenloseweg De Tricotfabriek                        | Winterswijk | Glasvezel versterkte kunststof met polyurethaancoating |            |
| 2006      | Kunstwerk Contour | Onbekend                   | Industrieweg 20                                      | Winterswijk | Metaal                                                 |            |
| 2009      | Neem me mee | Gerri Grijsen Schukkink    | Goorweg 12                                           | Meddo       | Brons                                                  |            |
| 2010      | De Sjofar herdenkingsplaquette ter herinnering aan de Joden die vanuit Winterswijk werden weggevoerd                                                                             | Jip Wijngaarden            | Stationstraat eerste perron treinstation             | Winterswijk | Brons                                                  |            |
| Onbekend  | Mondriaanlijst | Vic Hulshof en Bert Nijman | Weeninkpad 1                                         | Winterswijk | Metaal                                                 |            |
| Onbekend  | Christus Rex | Onbekend                   | Goorweg 4                                            | Meddo       | Baksteen en steen                                      |            |